# Associació Professional de Conservadors-Restauradors de Catalunya

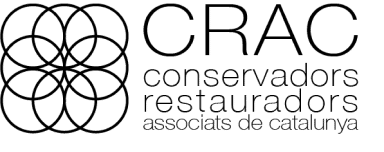

L’Associació Professional de Conservadors-Restauradors de Catalunya (CRAC) és una entitat sense ànim de lucre fundada l’any 2013 amb l'objectiu de promoure la salvaguarda del patrimoni cultural i artístic. La seva missió s'enfoca en la preservació sostenible dels béns culturals, així com en el reconeixement i valoració de la professió dels professionals del món de dins la conservació-restauració a la societat.

## Funcions
Entre les funcions del CRAC, destaquen:
- Modificació legal: Treballen per modificar la Llei de Patrimoni i la inclusió la figura del conservador-restaurador.
- Presència institucional: Busquen garantir la representació dels conservadors-restauradors en òrgans assessors, com l’Agència Catalana del     Patrimoni Cultural.
- Formació: Mediació dins de programes pedagògics a la Universitat de Barcelona i a l'Escola Superior de Conservació-Restauració de la Generalitat de Catalunya.
- Col·laboració internacional: Són membres actius i col·laboren regularment amb l’ECCO (European Confederation of Conservators-Restorers Organisations), defensant el patrimoni en l'àmbit europeu.

## Objectius
Els objectius del CRAC inclouen:
- Valoració professional: Vetllar pels interessos i la dignificació dels conservadors-restauradors.
- Formació continuada: Promoure un alt nivell de formació, coneixement, habilitat, experiència i judici crític dels conservadors-restauradors del patrimoni.
- Interdisciplinarietat: Fomentar la col·laboració entre diferents professions relacionades amb el patrimoni cultural, i oferir col·laboració i assessorament a professionals i entitats que ho sol·licitin.
- Resolució de conflictes: Intervenir en casos de conflictes professionals mitjançant mediació o arbitratge.
- Preservació sostenible: Promoure la conservació a llarg termini i l'ús social del patrimoni cultural en interès general de tota la societat.

## Antecedents
El CRAC va néixer de la fusió del Grup Tècnic i l'Associació de Conservadors-Restauradors de Catalunya (ARCC), amb l'objectiu de consolidar esforços per millorar la professió i la conservació del patrimoni català. El Grup Tècnic, creat el 1983, i l'ARCC, creada el 1996, van establir les bases per a la unificació que va culminar el 2013. Actualment, el CRAC representa gairebé 300 professionals del sector, incloent-hi autònoms, empreses, assalariats i funcionaris.

## Reunió Tècnica
Des del 1987 Associació Professional de Conservadors-Restauradors de Catalunya organitza cada tres anys la Reunió Tècnica, un congrés que convoca a professionals del sector de la conservació-restauració del patrimoni. Durant les jornades es produeix l’intercanvi de coneixements, diàleg i debat entre els assistents, i està oberta a totes les disciplines vinculades a la preservació del patrimoni.